# Alberto Suárez Inda
Alberto Suárez Inda (Celaya, Guanajuato, 30 de enero de 1939) es un sacerdote, arzobispo y cardenal mexicano que se desempeña como arzobispo emérito de Morelia.

## Biografía

### Formación
Alberto nació el 30 de enero de 1939, en Celaya, Guanajuato, México.
En 1953 ingresó al seminario diocesano de Morelia donde cursó Humanidades 
En 1958, viajó a Roma, donde estudió Filosofía y Teología en la Pontificia Universidad Gregoriana como alumno del Colegio Pío Latinoamericano.
Fue ordenado sacerdote en su ciudad natal de Celaya el 8 de agosto de 1964. 

## Episcopado

### Obispo de Tacámbaro
Fue nombrado obispo de Tacámbaro de 1985 a 1995. 
Participó en la IV Conferencia General del Episcopado Latinoamericano en Santo Domingo y en el Sínodo de América. 
Fue Presidente de la Comisión Episcopal de la Previsión Social del Clero y presidente de la comisión episcopal del clero en reiteradas oportunidades.

### Arzobispo de Morelia
El 20 de enero de 1995 fue nombrado 8° Arzobispo de Morelia. 
Tomó posesión de la Arquidiócesis el 23 de febrero de 1995. 
Recibió el palio arzobispal de manos del papa San Juan Pablo II el 29 de junio de 1995. 
Fue nombrado Vicepresidente de la CEM, durante la LXXVI Asamblea Ordinaria de la CEM para el Trienio 2004 - 2006; fue reelecto para el trienio 2006 - 2009.

### Renuncia
El 5 de noviembre de 2016, el papa Francisco aceptó su renuncia canónica al arzobispado de Morelia.

## Cardenalato

#### Nombramiento
Fue nombrado cardenal por el papa Francisco el 4 de enero de 2015.
La noticia de la llegada al purpurado Suárez Inda causó una gran sorpresa ya que proviene de una diócesis que nunca había tenido un cardenal por lo que el vocero de la Santa Sede, Federico Lombardi, comentó al respecto que este es un gesto del Papa Francisco con México especialmente y debido a que la zona de influencia de la arquidiócesis de Morelia es una zona muy golpeada por la violencia en este momento.
El papa habría pedido a Suárez que "aguantara" ante su deseo de retirarse a descansar, antes de nombrarle cardenal.

#### Creación
Su elevación al colegio cardenalicio se llevó a cabo en Roma el 14 de febrero de 2015.
Luego de su nombramiento, celebró misa en la capilla de la imagen Salus Populi Romani de la basílica de Santa María la Mayor.
El 17 de marzo de 2015 fue nombrado miembro de la Congregación para el Clero y del Pontificio Consejo para la Justicia y la Paz.